# Cishan
Cishan (chinesisch 磁山镇, Pinyin Císhān Zhèn) ist eine Großgemeinde der kreisfreien Stadt Wu’an im Gebiet der bezirksfreien Stadt Handan in der Provinz Hebei der Volksrepublik China. Der Gemeindecode ist 130481103, die Bevölkerung beläuft sich auf 25.000 Menschen bei einer Gemeindefläche von 68 km².
Der Gemeinde unterstehen 23 Dörfer und drei Einwohnergemeinschaften.